# Sava II de Sèrbia
Sava II, en ciríl·lic Сава II, fou un príncep serbi, tercer arquebisbe de l'Església Ortodoxa Sèrbia. És venerat com a sant per aquesta església.
Fou batejat com a Predislav Nemanjić, Предислав Немањић, i era fill del rei Esteve el Primercoronat (Stefan Prvovenčani). Nebot de Sant Sava, es va fer monjo i de jove es retirà a fer vida eremítica en solitud, imitant el seu oncle. A la mort d'Arseni I, fou nomenat, en 1263 fou metropolità de Peć i tercer arquebisbe de l'Església Ortodoxa Sèrbia i prengué llavors el nom del seu oncle. Va succeir Arseni i, en morir, el succeí Danil I.
La seva festivitat litúrgica és el 21 de febrer.